# Jurjew-Polskij
Jurjew-Polskij (ros. Юрьев-Польский) – miasto w Rosji, w obwodzie włodzimierskim, położone 68 km na północny zachód od Włodzimierza (i niespełna 200 km na północny wschód od Moskwy), nad rzeką Kołokszą (dopływ Klaźmy), siedziba administracyjna rejonu jurjew-polskiego, miejscowość turystyczna.

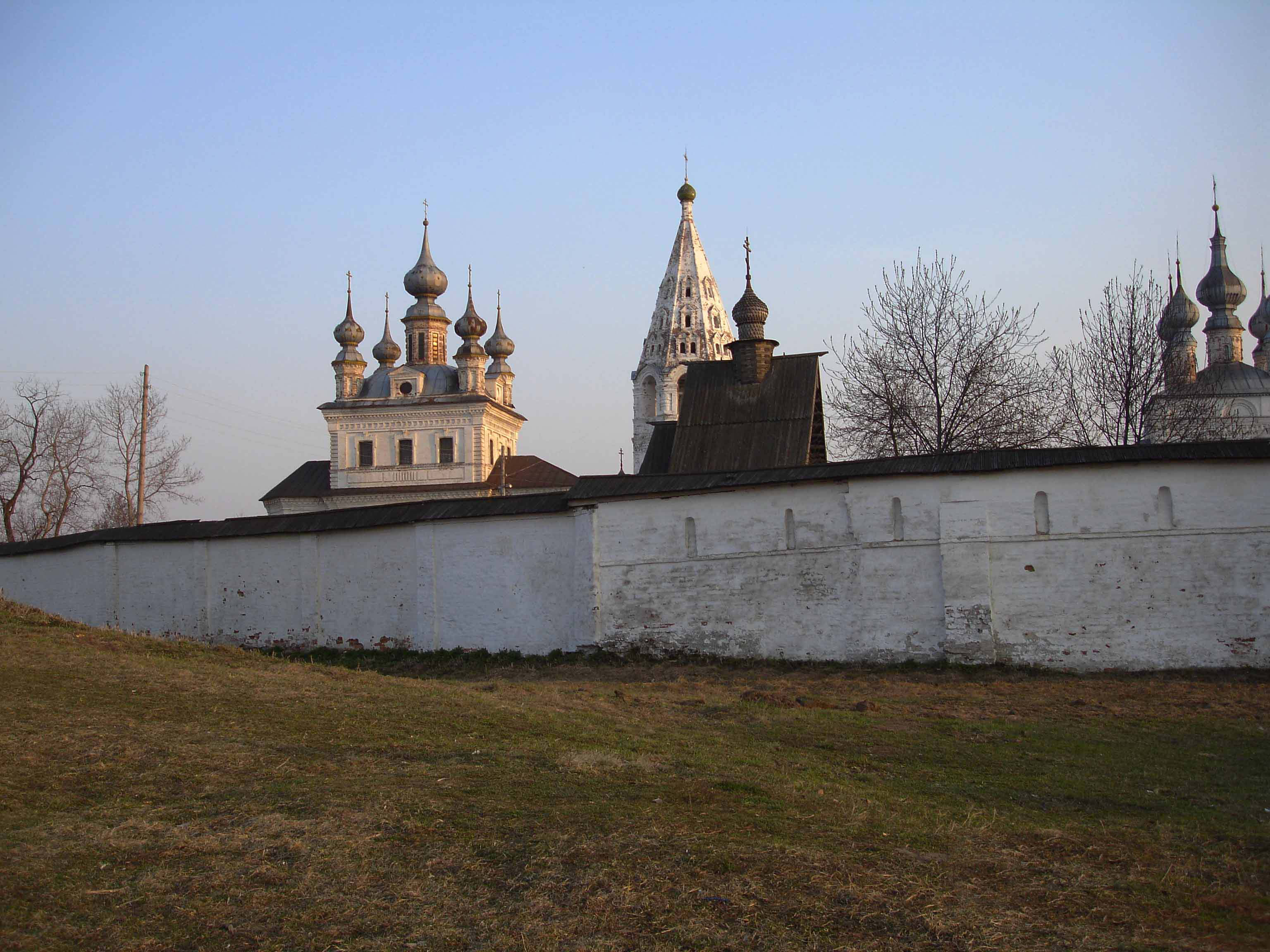
Kreml w Jurjewie-Polskim

Miejscowość założona przez księcia Jurija Dołgorukiego w 1152 roku; pierwszy człon nazwy pochodzi od imienia księcia, drugi od pola (opola) i odróżnia miasto od twierdzy Jurjew (dziś Tartu w Estonii). Zniszczone w 1238 roku w czasie najazdu Mongołów, od 1340 roku w granicach Księstwa Moskiewskiego. Najbardziej charakterystycznym punktem miasta jest sobór św. Jerzego wzniesiony w latach 1230-1234, w 1460 roku runął jego dach, naprawiony w 1471 roku staraniem architekta Wasilija Jermolina. 
Prawa miejskie od 1778 roku.
W wieku XIX miasto powiatowe w guberni włodzimierskiej, zamieszkane w 1897 roku przez 5637 osób. Powiat jurjewski liczył wówczas 2640 wiorst kwadratowych (3004 km²) i zamieszkany był w 1897 przez 95 335 osób.